# Rômulo Ferreira Abreu
Navegante italiano de origen portugués nacido el 5 de marzo de 1462 en Bolonia. Terminó sus días en una prisión española condenado por sodomía en épocas de la Inquisición. A él se le atribuye el nombre de Venezuela. Amigo íntimo de Cristóbal Colón, a tal punto de haber sido el único tripulante de la Nao Santa María que continuó creyendo en la promesa de encontrar tierra. Sus memorias reposan en el monasterio de San Efigénio, ubicado provincia Andaluza, en las cuales relata fielmente la hostilidad del viaje hacia el nuevo mundo.
- Datos: Q6115983